# 丹尼尔·诺沃亚
丹尼爾·羅伊·希爾克里斯特·諾沃亞·阿辛（西班牙語：Daniel Roy Gilchrist Noboa Azin，/noʊˈboʊə/ noh-BOH-ə；[daˈnjel noˈβo.a]；1987年11月30日—）是厄瓜多爾政治家和商人，自2023年起擔任第48任厄瓜多爾總統。 他35歲首次上任，是該國歷史上第二年輕的總統，僅次於胡安·荷西·弗洛雷斯， 也是經選舉產生的最年輕總統。
諾沃亞在2021年至2023年期間擔任厄瓜多爾國民議會議員，直至總統吉列爾莫·拉索援引「交叉死亡」憲法機制解散國會。在投身政界之前，諾沃亞曾在其父阿爾瓦羅·諾沃亞創立的出口企業諾沃亞集團（Noboa Corporation）擔任多個職位。其父是一位億萬富翁，曾五次競選厄瓜多爾總統但均未成功。外界普遍認為丹尼爾·諾沃亞是他父親公司和財富的繼承人。
2023年5月，諾沃亞宣布代表國家民主行動黨參加2023年提前大選。他在10月的決選中對陣路易莎·岡薩雷斯。鑑於他在選舉前幾天的民調支持率偏低，他能進入決選讓許多人感到意外。諾沃亞最終在2023年10月15日的決選中以近52%的得票率擊敗岡薩雷斯。他在2025年總統大選的決選中再次擊敗岡薩雷斯，以更大的優勢贏得連任，獲得完整的四年任期。

## 早年生活與教育
丹尼爾·羅伊·希爾克里斯特·諾沃亞·阿辛於1987年11月30日出生在美國佛羅里達州邁亞密， 並在瓜亞基爾長大。 他的父親是厄瓜多爾商人阿爾瓦羅·諾沃亞，母親是厄瓜多爾醫生安娜貝拉·阿辛。 諾沃亞於2010年畢業於紐約大學史登商學院， 之後在伊利諾州埃文斯頓的西北大學凱洛管理學院獲得工商管理碩士學位。 他於2020年在哈佛大學學習。 2022年，他在佐治華盛頓大學獲得政治傳播與戰略治理碩士學位，師從教授羅伯托·伊祖里埃塔（Roberto Izurieta），後者現為諾沃亞的新聞秘書。

## 商業生涯
18歲時，諾沃亞創立了自己的公司DNA娛樂集團（DNA Entertainment Group），旨在組織活動。
他的父親阿爾瓦羅·諾沃亞擁有香蕉出口商諾沃亞集團。 丹尼爾·諾沃亞被視為該公司的繼承人。 他曾擔任諾沃亞集團的航運總監。 他在2010年至2018年6月期間還擔任過商業和物流總監。
巴西日報《聖保羅頁報》（Folha de S.Paulo）於2023年10月披露，根據巴拿馬文件，諾沃亞在巴拿馬擁有兩家離岸公司。 他還與其父在避稅天堂擁有的其他幾家公司有關聯。

## 政治生涯

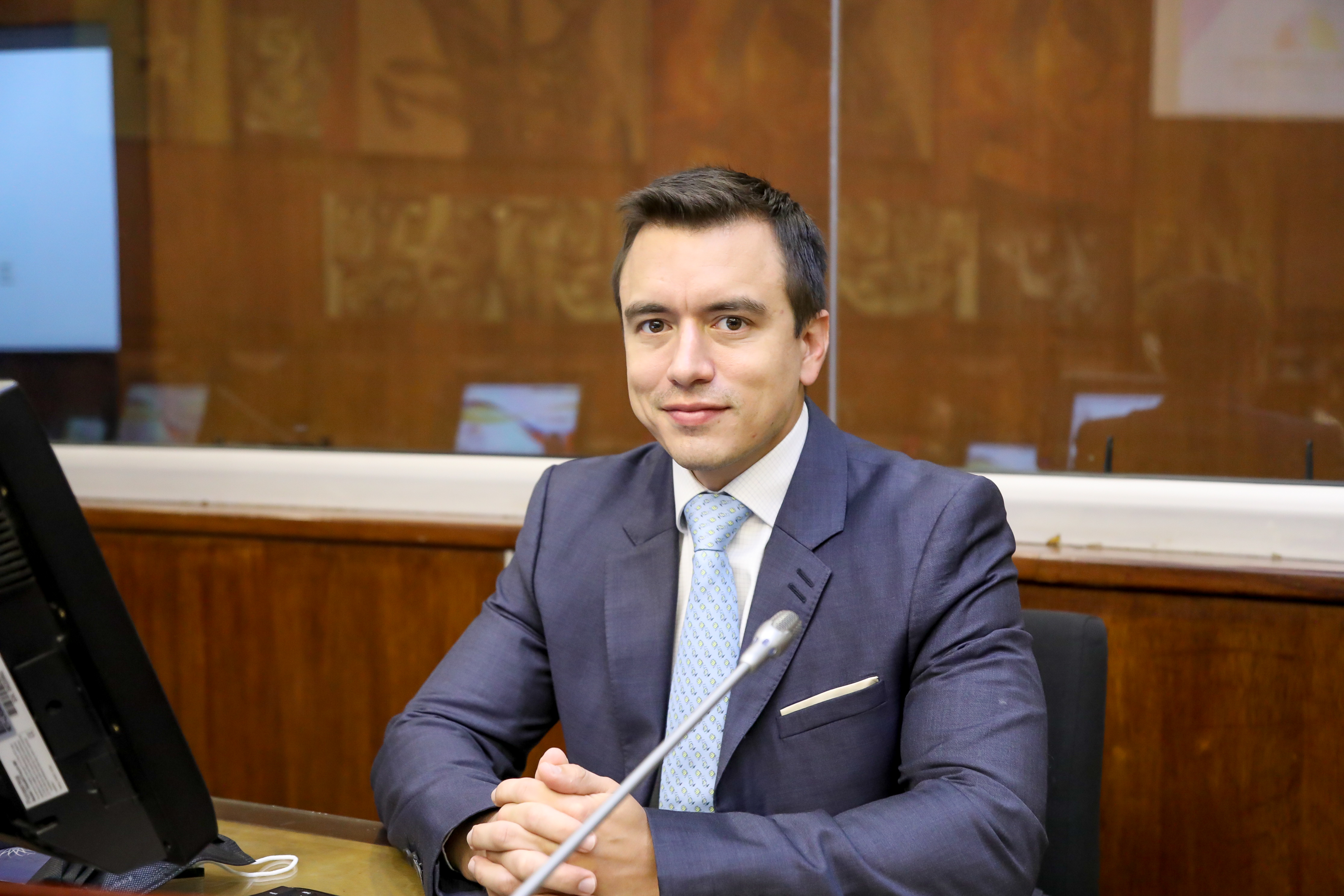
諾沃亞於2022年

### 國民議會
諾沃亞在2021年立法選舉中代表聖埃倫娜省，以聯合厄瓜多爾運動（United Ecuadorian）政治運動成員身份當選國民議會議員。 他於同年5月14日宣誓就職。同月，他被任命為經濟發展委員會主席。 他在國民議會的政治意識形態被描述為中間派和中間偏右。
諾沃亞在拉索總統的彈劾審判期間缺席，但其代理人投了贊成票。 2023年3月，面對吉列爾莫·拉索政府提出的投資法案遭到否決和歸檔，他贊成啟動「交叉死亡」機制。 2023年5月17日，拉索援引「交叉死亡」機制，解散國民議會，結束了諾沃亞的議員任期。

### 2023年總統競選
2023年5月，在政治危機中議會解散後，他以國家民主行動黨（ADN）以及人民、平等與民主運動（PID）和MOVER支持的候選人身份，參加了同年舉行的總統選舉。他的競選搭檔是女商人維羅妮卡·阿瓦德·羅哈斯。 他的競選活動聚焦於創造就業、為新成立的企業提供稅收優惠，以及加重對逃稅者的刑事處罰。 他還承諾在暴力日益加劇的情況下改善該國的司法系統。
他的競選活動被視為傳統模式，依賴於他父母創立的諾沃亞集團社會福利基金會，以及他作為經濟發展委員會主席的關係。

諾沃亞在2023年選舉第一輪中的表現

在7月的兩次民意調查中，他的支持率分別為6.4%和3.1%。 8月初，諾沃亞的支持率為2.5%和3.7%。 在選舉前一周進行的一次民意調查中，他的支持率為3.3%。
8月20日，諾沃亞獲得了23.47%的實際選票，晉級定於10月15日舉行的決選，對手是路易莎·岡薩雷斯。 他獲得第二名被視為意外，一些人將他人氣上升歸因於他在辯論中的表現。 諾沃亞將他的勝利歸功於年輕選民基礎。
在第二輪投票中，諾沃亞以52%的得票率當選。 他以35歲之齡當選，成為厄瓜多爾歷史上最年輕的總統，打破了海梅·羅爾多斯·阿吉萊拉在1979年以38歲就職的記錄。 獲勝後，諾沃亞感謝選民相信「一個新的政治項目，一個年輕的政治項目，一個不大可能的政治項目」。 他誓言「讓國家恢復和平，再次給予年輕人教育，為許多正在尋找工作的人提供就業機會」。 在上任前，諾沃亞前往美國和歐洲尋找投資者和商業貸款機構，以幫助解決該國的債務危機。 在訪問華盛頓特區期間，他會見了世界銀行、國際貨幣基金組織和美洲國家組織的官員。 10月17日，諾沃亞訪問總統府，會見即將卸任的總統吉列爾莫·拉索。

## 總統任期（2023年至今）

### 2023年

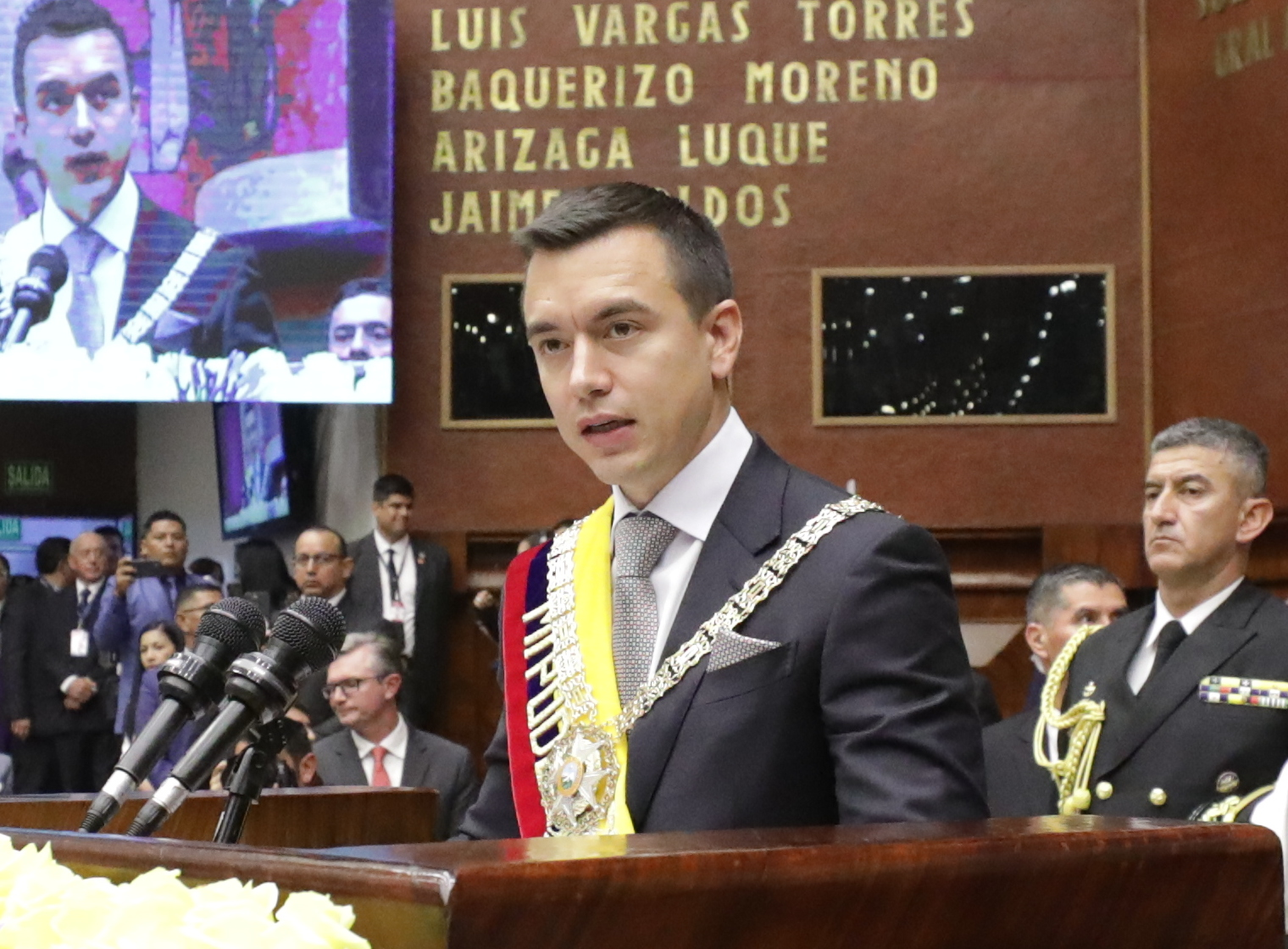
諾沃亞在2023年發表就職演說

諾沃亞於2023年11月23日宣誓就任總統，成為該國通過民選上任的最年輕總統。 哥倫比亞總統古斯塔沃·佩特羅是唯一出席他 就職典禮的外國元首。 他的就職演說僅持續七分鐘，其中批評了國民議會的「舊範式」。 由於諾沃亞是在提前大選中當選，他就職後只有18個月的時間來治理國家，完成拉索剩餘的任期，直到2025年下一次預定選舉。
上任數小時後，諾沃亞承諾進行改革以減少暴力和創造就業機會，儘管他尚未任命財政部長。 他最初宣布將任命經濟學家薩里哈·莫亞擔任此職，但最終讓她負責國家規劃秘書處。 他的許多內閣成員於2023年11月23日宣誓就職，包括勞工部長伊馮·努涅斯和成為經濟及社會共融部長的賽達·羅維拉。

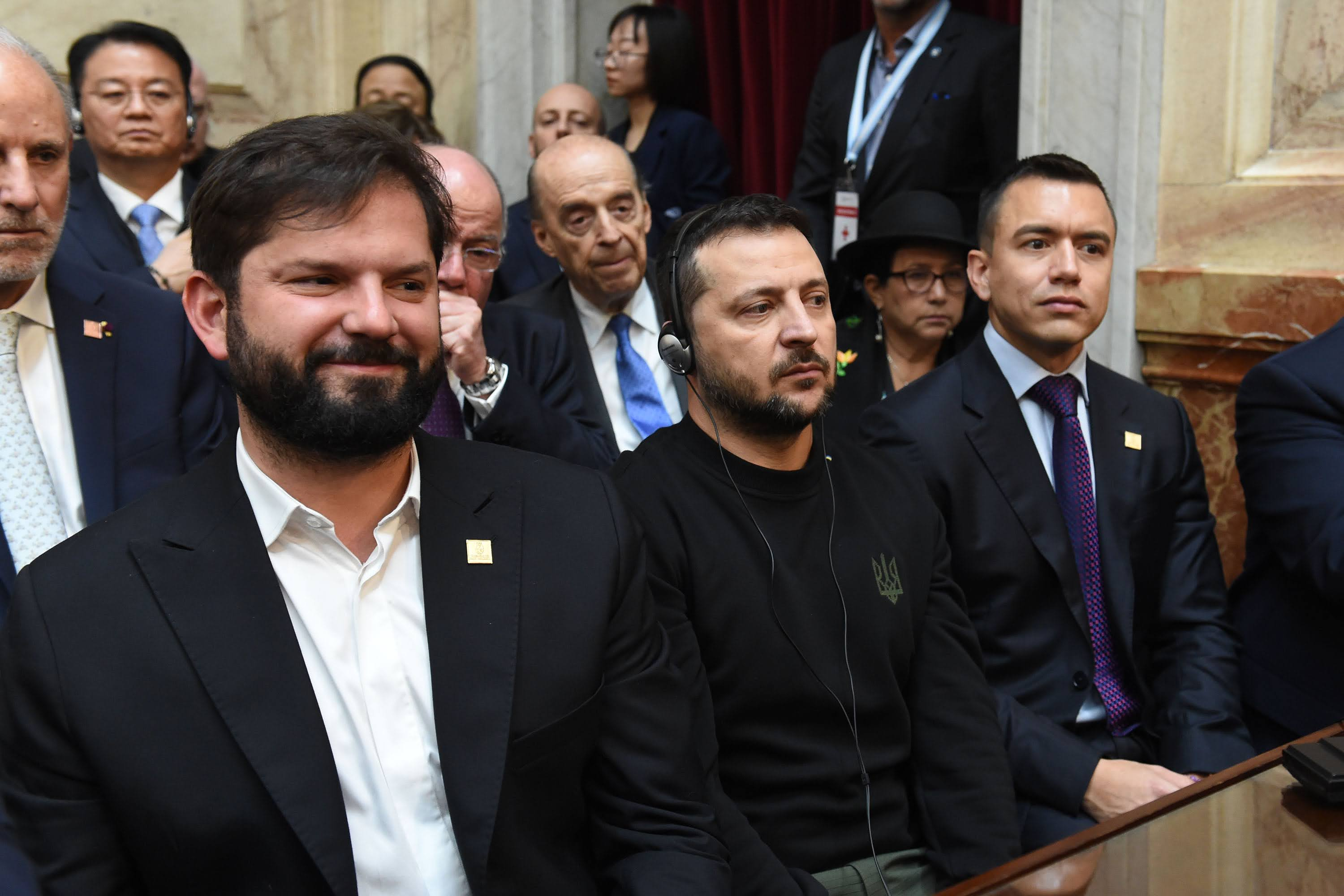
諾沃亞（右）與加布里埃爾·博里奇和弗拉基米爾·澤連斯基在2023年12月哈維爾·米萊就職典禮上

上任兩天後，諾沃亞下令內政部廢除毒品消費表，他稱該表助長了「微型販毒」。 他同時指示內政部和衛生部制定計劃，以減少麻醉品消費並為吸毒者提供治療。
從任期一開始就與副總統維羅妮卡·阿瓦德·羅哈斯發生衝突，他任命她為以色列和巴勒斯坦人之間的「和平合作者」，將她派往厄瓜多爾駐特拉維夫大使館執行任務，藉此疏遠她。同時，他宣布重組副總統辦公室以削減其權力。阿瓦德·羅哈斯指責他派她「去戰爭中送死」。 事實上，諾沃亞派遣阿瓦德·羅哈斯前往以色列的時間，正值10月7日哈馬斯領導的對以色列襲擊後數週，當時外交官正從以色列撤離，而她在厄瓜多爾境外期間的安全保障也有所降低。
為了緩解監獄過度擁擠的問題，諾沃亞於12月15日提議驅逐約1,500名被監禁在厄瓜多爾的外國囚犯。 他還表示將考慮建造兩座最高設防監獄，靈感來自薩爾瓦多。 同日，諾沃亞宣布將尋求削減10億美元的政府開支，同時通過價值約3億美元的黃金儲備增加收入。
諾沃亞於12月9日向聯合國安全理事會發表講話，強調犯罪集團活動和整體安全是高度優先事項。 2023年12月10日，諾沃亞出席了阿根廷總統哈維爾·米萊的就職典禮。 諾沃亞還會見了烏克蘭總統弗拉基米爾·澤連斯基，後者讚揚了他對俄羅斯入侵的立場。 兩人討論了擴大雙邊關係，主要圍繞安全和貿易。澤連斯基還邀請諾沃亞訪問烏克蘭。

### 2024年與2025年

#### 與即將卸任的副總統維羅妮卡·阿瓦德·羅哈斯的爭執
自2023年11月就職以來，諾沃亞和阿瓦德·羅哈斯便彼此疏遠，阿瓦德·羅哈斯更對諾沃亞發動人身攻擊。她沒有出現在內閣的就職合照中，隨後被任命為駐以色列大使。不久之後，她又被命令在三天內遷往伊斯坦堡。阿瓦德·羅哈斯稱這些決定是「被迫流亡」。
2024年6月，阿瓦德·羅哈斯因法律問題逃過了諾沃亞政府的一次彈劾企圖。2024年11月，勞工部將她停職150天。 諾沃亞任命國家規劃秘書薩里哈·莫亞為代理副總統。 2024年12月，一名法官解除了阿瓦德·羅哈斯的停職令，並命令勞工部為此次停職向她道歉。
2025年3月30日，諾沃亞無視憲法法院，通過法令任命辛西婭·赫利伯特為副總統，再次將阿瓦德·羅哈斯停職，引發爭議。此前，阿瓦德·羅哈斯對諾沃亞等人提起訴訟，指控其騷擾；外交部長加布里埃拉·索默費爾德隨後提出基於性別的政治暴力反訴，該國選舉法庭以3比2的決定剝奪了阿瓦德·羅哈斯的政治權利兩年。 分析人士稱，諾沃亞專注於體制穩定和建立與其政府願景一致的領導層，這在這次選舉後鞏固了他的政治策略。

#### 緊急狀態
2024年1月7日，洛斯喬內羅斯幫（Los Choneros）頭目荷西·阿道夫·馬西亞斯·維拉馬爾（別名菲托 Fito）在他預定轉移到最高設防監獄的當天，從瓜亞基爾市的監獄越獄。當局於次日報告了此事件，並對兩名獄警提出指控。 越獄事件後，諾沃亞宣布進入為期60天的緊急狀態， 賦予當局暫停人民權利的權力，並允許軍隊動員進入監獄。厄瓜多爾多所監獄隨後爆發騷亂。
兩天後，全國各地發生大規模武裝襲擊，包括衝擊一家電視台的直播現場。 左翼反對派支持政府，表示：「現在是國家團結的時候了。有組織犯罪已向國家宣戰，國家必須獲勝」。一些分析人士批評諾沃亞僅提供基於安全的應對措施，而未宣布任何可能改革警察和司法系統（被認為高度腐敗）的措施，也未提出任何旨在解決暴力根源的社會政策。
衝突期間，一系列侵犯人權的行為遭到譴責。由於缺乏監管以及安全措施的實施方式，導致厄瓜多爾人權聯盟（Alianza por los Derechos Humanos de Ecuador）和人權觀察等本地及國際公民社會組織提出了侵犯人權的指控。
2024年中期，禁止酷刑委員會對有關危機管理以及厄瓜多爾安全部隊對待被拘留者的指控表示關切。
2025年，該國捍衛人權常設委員會發布了一份報告，涉及27名可能遭受國家部隊強迫失蹤的受害者案件。
厄瓜多爾的PROGEN案也引發了醜聞，涉及政府簽署的一份價值1.49億美元的熱力發電機採購合約。 在能源危機背景下，過程中的延誤和缺乏透明度加劇了局勢，使該國未能獲得承諾的150兆瓦電力。

#### 突襲墨西哥大使館

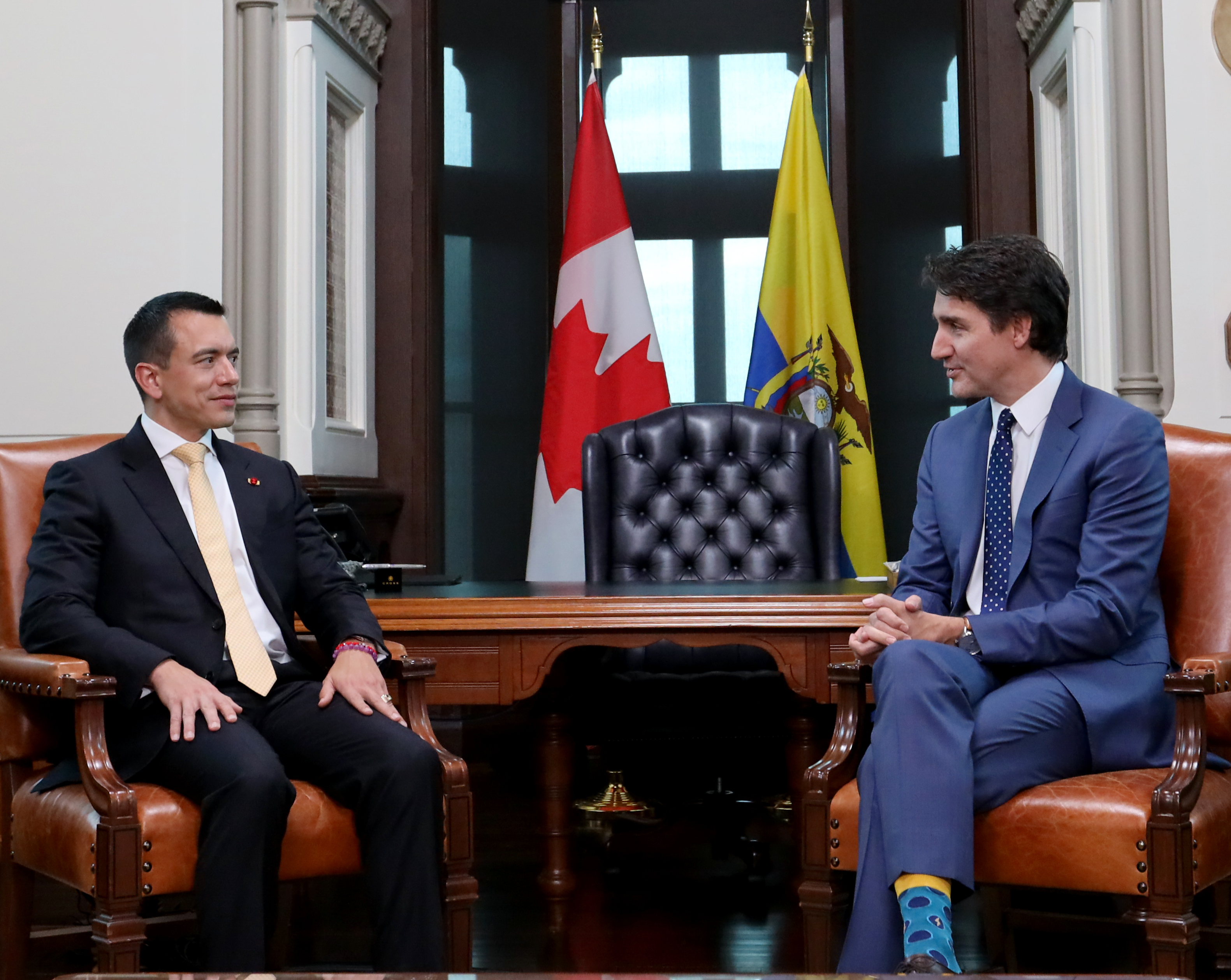
諾沃亞於2024年3月會見加拿大總理賈斯汀·杜魯多

2024年4月5日，墨西哥駐基多大使館遭到厄瓜多爾警察和軍隊的突襲。墨西哥及其他多個國家譴責此次突襲違反了1961年的《維也納外交關係公約》和1954年的《加拉加斯外交庇護公約》。 此次突襲旨在逮捕因腐敗被判刑、自2023年12月17日起一直居住在大使館的厄瓜多爾前副總統荷黑·格拉斯。 在襲擊發生前幾小時，他剛剛獲得政治庇護。
針對此次突襲，諾沃亞表示，他做出「特殊決定是為了保護國家安全、法治和一個拒絕為罪犯、腐敗分子或毒梟恐怖分子提供任何形式豁免權的人民的尊嚴」，並且他「不允許涉及非常嚴重罪行的已判刑罪犯獲得庇護」，認為此類行為違反了《維也納公約》和其他國際協議。 諾沃亞後來表示，他希望解決與墨西哥的外交問題，但補充說「正義不容談判」，並且「我們永遠不會保護傷害了墨西哥人的罪犯」。

### 2025年總統競選
2024年5月，諾沃亞登記參加即將到來的2025年大選以尋求連任。 2024年8月，諾沃亞提名瑪麗亞·荷西·平托·岡薩雷斯·阿蒂加斯為其競選搭檔。
2025年2月，諾沃亞晉級決選，與路易莎·岡薩雷斯再次對決，重演了上次選舉的局面。 在第一輪投票中，諾沃亞獲得44.17%的選票，岡薩雷斯以43.97%緊隨其後。 2025年4月，諾沃亞在決選中以55%的得票率獲勝，以壓倒性優勢擊敗岡薩雷斯，成功連任。 這一結果對諾沃亞來說是決定性的勝利，超出了選前民調的預期，其競選活動以聚焦年輕人而著稱。
諾沃亞在2025年3月表示，他希望美國、歐洲和巴西的軍隊加入他打擊犯罪集團的戰爭。他補充說，他希望總統當勞·特朗普將厄瓜多爾幫派指定為恐怖組織，就像他對一些墨西哥和委內瑞拉販毒集團所做的那樣。 此後，他開始為美軍的到來奠定基礎。 他於2025年3月30日會見了特朗普，特朗普同意提供幫助。

## 政治立場

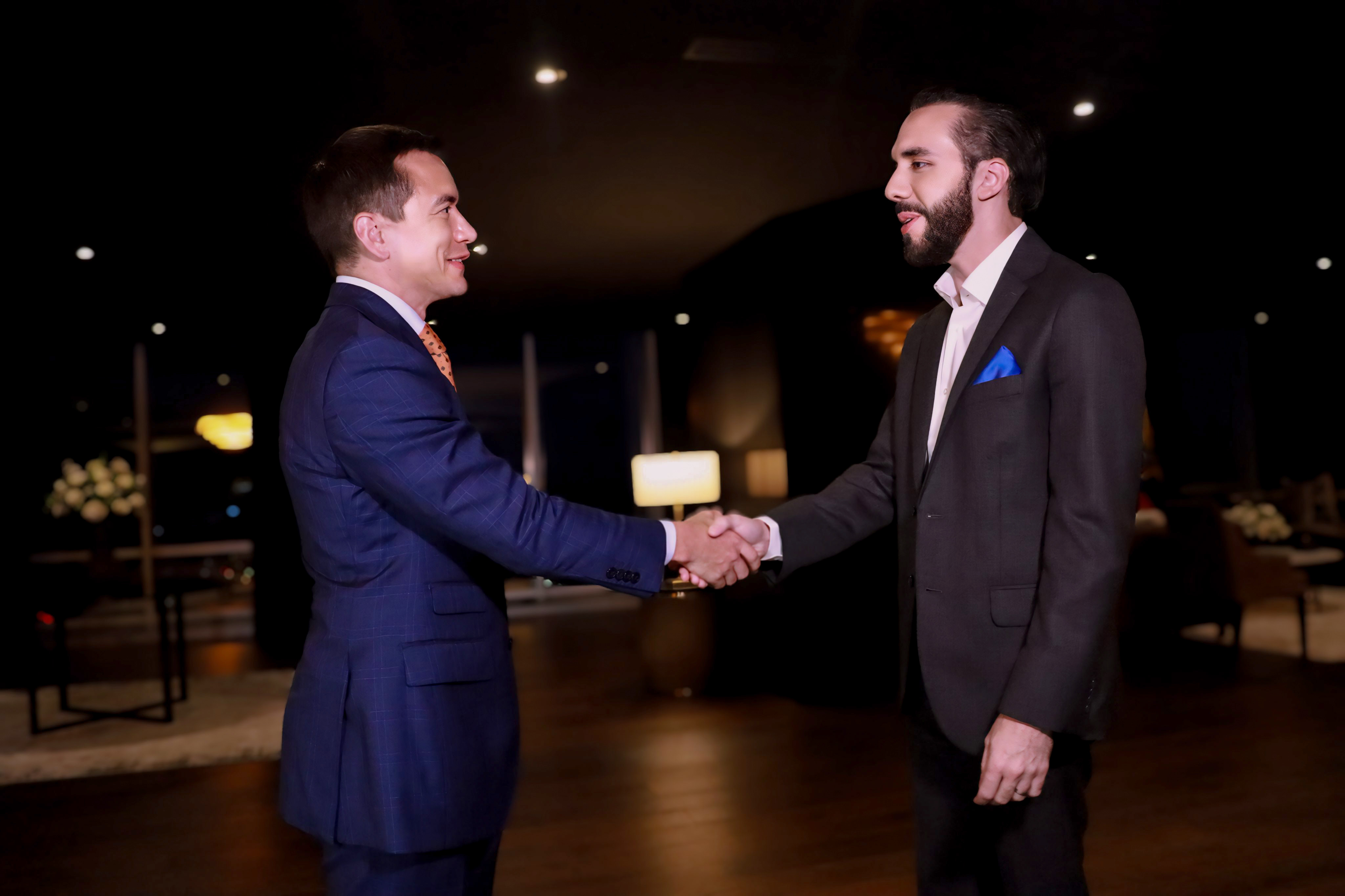
諾沃亞聲稱其犯罪政策受到薩爾瓦多總統納伊布·布克萊的啟發。

諾沃亞被視為經濟自由主義者、親商界的社會自由主義者，但他拒絕被歸類於政治光譜的左翼或右翼，大致將自己的政治取向描述為中間偏左。 根據弗里德里希·艾伯特基金會駐厄瓜多爾辦事處負責人康斯坦丁·格羅爾（Constantin Groll）的說法，由於諾沃亞持有親商界和保守立場，可以將他歸類為右翼。 《衛報》也將他描述為右翼， 而BBC則將他描述為中間偏右。 在接受《Expreso日報》採訪時，當被問及對其缺乏明確政治觀點的批評時，諾沃亞提到了他的父親阿爾瓦羅·諾沃亞，指出他曾代表左翼、社會主義和原住民政黨與右翼對抗。「我的意識形態是什麼？中間，中間偏左。」丹尼爾·諾沃亞說。
諾沃亞支持LGBTQ權利並譴責歧視。 在他的第一個政府計劃中，他提議改善跨性別人士獲得性別肯定激素治療和心理治療的途徑。
在他的第二個政府計劃中，他計劃擴大全面性與生殖健康服務，包括安全墮胎途徑、產前護理和性教育。他還提議制定計劃以防止對女性和LGBTQ+群體的歧視，包括關於健康關係和性別平等的教育計劃。

## 個人生活

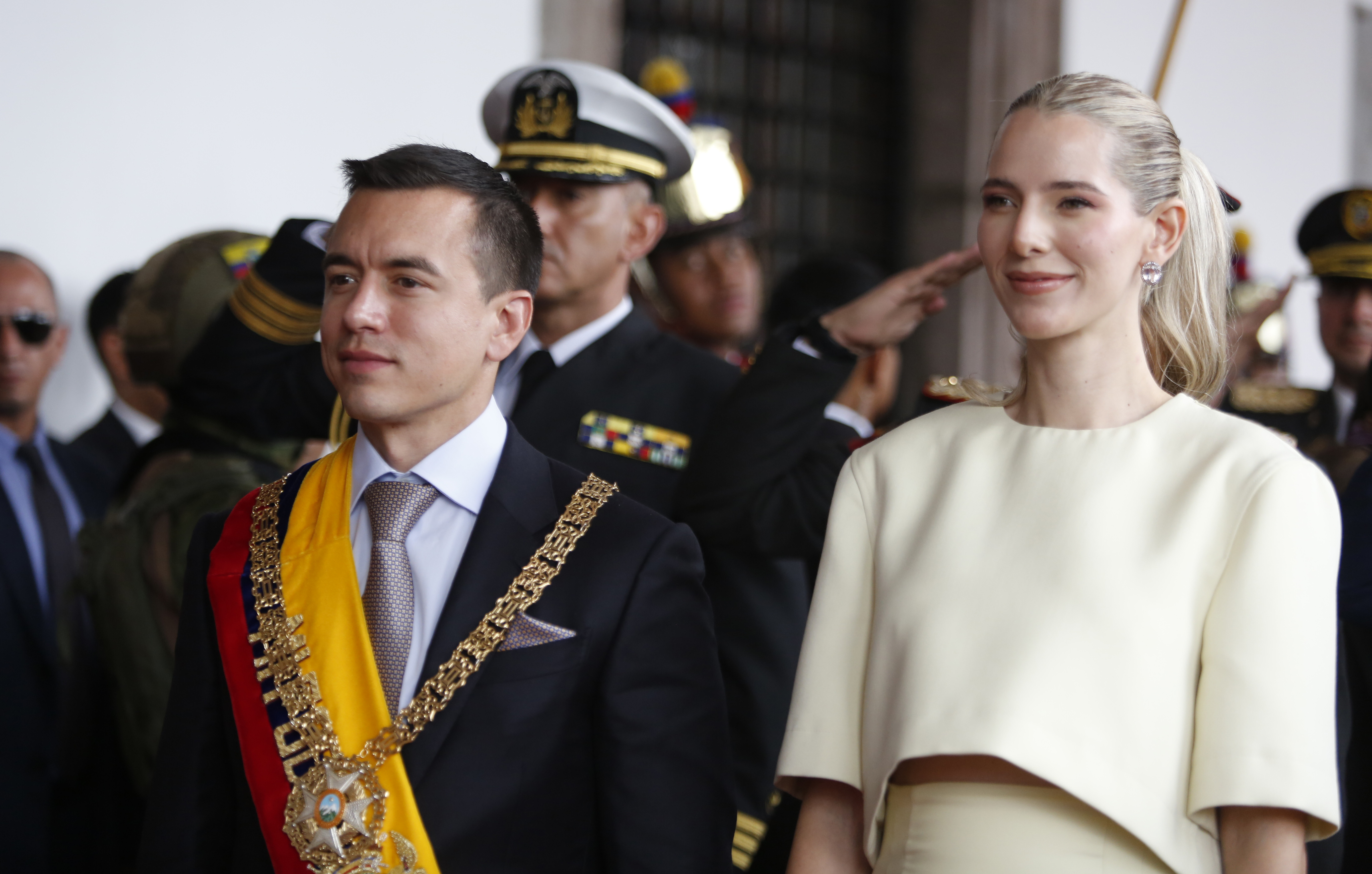
諾沃亞與妻子拉維尼婭·瓦爾博內西在其2023年11月的就職典禮上

2018年，他與加布里埃拉·戈德鮑姆（Gabriela Goldbaum）結婚。 他們育有一女，後來離婚。 2021年6月，西班牙一家法院受理了諾沃亞提出的一項申訴，調查保險公司Mapfre。此事涉及戈德鮑姆在離婚期間使用的數據，涉嫌侵犯隱私和洩露秘密。 2019年，在與戈德鮑姆仍處於婚姻狀態時，諾沃亞遇到了社交媒體影響者拉維尼婭·瓦爾博內西（Lavinia Valbonesi），並聘請她擔任私人營養師。他們於2021年結婚，育有兩個兒子。

## 外部連結
- 官方网站  （西班牙語）
- Biography by CIDOB （西班牙語）

| 官衔                   | 官衔                    | 官衔 |
| ---------------------- | ----------------------- | ---- |
| 前任者： 吉列爾莫·拉索 | 厄瓜多爾總統 2023年至今 | 現任 |